# Camélas
Camélas en francés y oficialmente, Cameles en catalán, es una pequeña localidad y comuna, situada en el departamento de los Pirineos Orientales, de la región de Occitania y comarca histórica del Rosellón en Francia. 
Sus habitantes reciben el gentilicio de Camelenc.

## Geografía

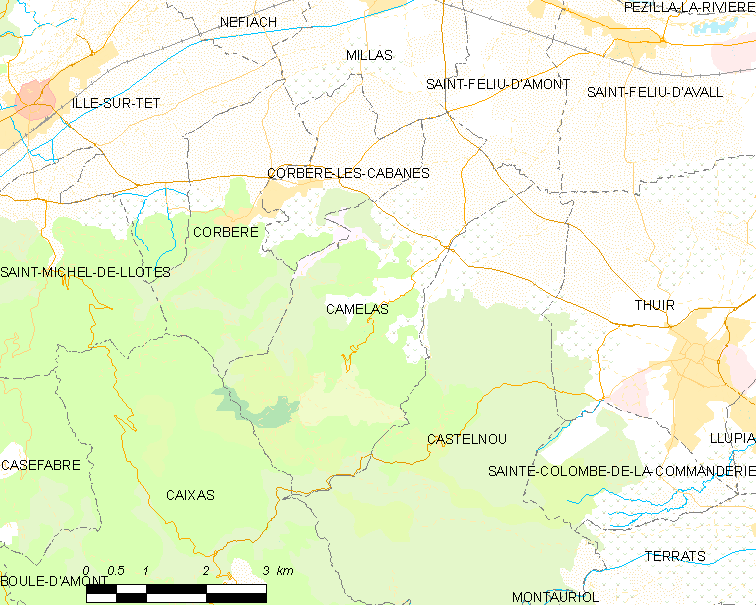
Situación de Camélas

## Demografía
| 265 | 289 | 268 | 308 | 323 | 396 |
| Para los censos de 1962 a 1999 la población legal corresponde a la población sin duplicidades (Fuente: INSEE [Consultar]) |     |     |     |     |     |